# 真照寺 (あきる野市)
真照寺（しんしょうじ）は、東京都あきる野市にある真言宗豊山派の寺院。

## 歴史
891年（寛平3年）、僧義寛によって開山された。当寺の前身として、724年（神亀元年）に行基が結んだ草庵があった。行基は当地で薬師如来像を彫り、現在地よりも500メートル南の草庵に安置した。平安時代になり、この草庵をもとに寺を創建したのが、当寺の起源である。
その後、1356年（延文元年）に鎌倉公方足利基氏が再興した。1531年（享禄4年）の火災で、行基の薬師如来像を収めた薬師堂以外を焼失した。このときに、現在地に移転した。山号も「日照山」だったのを「引田山」に改めた。
薬師堂は、当寺に残る最古の建築物である。足利基氏のときに建てられたものであるが、開山当初の古い柱も使っているという。

## 文化財
- 真照寺の薬師堂（東京都指定有形文化財、昭和28年11月3日指定）[2]
- 真照寺の猿曳駒絵馬（東京都指定有形文化財 令和3年3月19日指定）[3]
- 真照寺の山門（あきる野市有形文化財 平成4年7月9日指定）[2]

## 交通アクセス
- 武蔵五日市駅より徒歩30分。
- 西東京バス又るのバス引田より徒歩８分